# L (cantante)
L, pseudonimo di Kim Myung-soo (김명수?, 金明洙?, Gim Myeong-suLR, Kim Myŏng-suMR; Seul, 13 marzo 1992), è un cantante e attore sudcoreano, membro del gruppo musicale Infinite.

## Biografia
Nasce il 13 marzo 1992 a Seul, in Corea del Sud. Frequenta la Duk-soo High School e più tardi l'Università di Daekyung, dalla quale si laurea in musica il 15 febbraio 2013 assieme ai colleghi Sungkyu, Dongwoo, Hoya e Sungyeol. Ha un fratello minore di nome Moon-soo.

## Carriera
L viene introdotto al pubblico nel 2010 come membro e visual della boy band sudcoreana Infinite. Compie la sua prima apparizione nel video musicale del singolo "Come Back Again".

## Televisione
L compie il suo debutto come attore nel 2011 per il dorama giapponese Jiu, andato in onda su TV Asahi. Nel 2012 interpreta un chitarrista nella serie televisiva della tvN Dakchigo kkonminam band e più tardi appare in una sitcom della MBC intitolata What's The Deal, Mom?.
Nel 2013 gli viene assegnato il ruolo del giovane Joo Joong-won nella serie Master's sun, trasmessa dalla SBS. L'anno seguente interpreta il ruolo del segretario Gil nel drama romantico Cunning Single Lady, che lo vede assieme a Joo Sang-wook e Lee Min-jung. Successivamente appare nella serie Naegen neomu sarangseureo-un geunyeo con Rain e Krystal.
Nel 2015 appare in tre episodi della serie Neoreul saranghan sigan, dove interpreta Ki Sung-jae, assistente della protagonista Ha Ji-won.

## Filmografia

### Televisione
- Jiu - serie TV, (2011)
- Dakchigo kkonminam band - serie TV, (2012)
- Dorongnyong dosa-wa geurimja jojakdan - serie TV, (2012)
- What's The Deal, Mom - serie TV, (2012)
- Jugun-ui tae-yang - serie TV, (2013)
- Angkeumhan dolsingnyeo - serie TV, (2014)
- Naegen neomu sarangseureo-un geunyeo - serie TV, (2014)
- Neoreul saranghan sigan - serie TV, (2015)
- Blue In My Heart - serie TV, (2016)
- Dan, hana-ui sarang - serie TV, (2019)
- Eseo-wa - serie TV, (2020)
- Amhaeng-eosa - serie TV, (2020)

## Videografia
| Anno | Canzone         | Artista           |
| ---- | --------------- | ----------------- |
| 2010 | Run             | Epik High         |
| 2010 | Starlight March | Strawberry Fields |
| 2012 | 60 Seconds      | Kim Sung-kyu      |
| 2013 | Love Blossom    | K.Will            |